# Kamaravalli, Channarayapatna
Kamaravalli là một làng thuộc tehsil Channarayapatna, huyện Hassan, bang Karnataka, Ấn Độ.